# إيكاتيرينا أفاكوموفا
إيكاتيريناسيرجيفنا أففاكوموفا (الروسية: Екателина Серогеевна Аввакумова، الكورية: 예카테리나 세르게예브나 아바쿠모바، بالحروف اللاتينية: Yekʰat'erina Sŭrŭgeyebŭna Abakʰumoba (من مواليد 26 أكتوبر 1990) هي لاعبة بياثلون المولد كورية جنوبية روسية حصلت على الجنسية الكورية عام 2017. وتنافست في دورة الألعاب الأولمبية الشتوية 2018 وفي دورة الألعاب الآسيوية الشتوية 2025. فازت بأول ميدالية ذهبية لكوريا الجنوبية في البياتلون في دورة الألعاب الآسيوية الشتوية 2025 ولم يسبقها في أي دورة ألعاب شتوية آسيوية.

## نتائج مسيرته المهنية

### الألعاب الأولمبية
| حدث              | فردي            | سباق سريع        | مطاردة     | انطلاق جماعي | تتابع      | تتابع مختلط |
| ---------------- | --------------- | ---------------- | ---------- | ------------ | ---------- | ----------- |
| بيونغ تشانغ 2018 | السادس عشر      | الثامن والثمانون | —          | —            | الثامن عشر | —           |
| بكين 2022        | الثالث والسبعون | الدورة 49        | سباق اللفة | —            | —          | —           |

### بطولة العالم
| الحدث                       | فردي             | سباق سريع      | مطاردة          | انطلاق جماعي | تتابع           | تتابع مختلط     | تتابع مختلط فردي |
| --------------------------- | ---------------- | -------------- | --------------- | ------------ | --------------- | --------------- | ---------------- |
| هوخفيلزن 2017               | الخامس           | الثالث والستون | —               | الثلاثون     | الثامن عشر      | التاسع عشر      | —                |
| بوكلجوكا 2021               | الثامن والعشرون  | السابع والستون | —               | —            | الثالث والعشرون | السادس والعشرون | الثالث والعشرون  |
| أوبرهوف 2023                | الرابع والأربعون | الثلاثون       | الخامس والخمسون | —            | —               | الحادي والعشرون | الخامس والعشرون  |
| بطولة العالم للبياثلون 2024 | 31               | 42             | 44              | —            | 19              | 25              | 15               |